# Championnats du monde de gymnastique artistique 2017
Navigation
Édition précédente Édition suivante
Les championnats du monde de gymnastique artistique 2017, quarante-septième édition des championnats du monde de gymnastique artistique, ont lieu du 2 au 8 octobre 2017 à Montréal, au Canada. Les compétitions se sont déroulées au Stade Olympique, hôte des Jeux Olympiques de 1976, et avaient comme porte-parole la reine des Jeux de 1976, Nadia Comaneci.

## Résultats

### Podiums
| Édition                                 | Or                           | Argent                 | Bronze                   |
| --------------------------------------- | ---------------------------- | ---------------------- | ------------------------ |
| Hommes                                  |                              |                        |                          |
| Concours général résultats détaillés    | Xiao Ruoteng (CHN)           | Lin Chaopan (CHN)      | Kenzō Shirai (JPN)       |
| Sol résultats détaillés                 | Kenzō Shirai (JPN)           | Artem Dolgopyat (ISR)  | Yul Moldauer (USA)       |
| Cheval d'arçons résultats détaillés     | Max Whitlock (GBR)           | David Belyavskiy (RUS) | Xiao Ruoteng (CHN)       |
| Anneaux résultats détaillés             | Eleftherios Petrounias (GRE) | Denis Ablyazin (RUS)   | Liu Yang (CHN)           |
| Saut de cheval résultats détaillés      | Kenzō Shirai (JPN)           | Ihor Radivilov (UKR)   | Kim Han-sol (KOR)        |
| Barres parallèles résultats détaillés   | Zou Jingyuan (CHN)           | Oleh Vernyayev (UKR)   | David Belyavskiy (RUS)   |
| Barre fixe résultats détaillés          | Tin Srbić (CRO)              | Epke Zonderland (NED)  | Bart Deurloo (NED)       |
| Femmes                                  |                              |                        |                          |
| Concours général résultats détaillés    | Morgan Hurd (USA)            | Ellie Black (CAN)      | Elena Eremina (RUS)      |
| Saut de cheval résultats détaillés      | Maria Paseka (RUS)           | Jade Carey (USA)       | Giulia Steingruber (SUI) |
| Barres asymétriques résultats détaillés | Fan Yilin (CHN)              | Elena Eremina (RUS)    | Nina Derwael (BEL)       |
| Poutre résultats détaillés              | Pauline Schäfer (GER)        | Morgan Hurd (USA)      | Tabea Alt (GER)          |
| Sol résultats détaillés                 | Mai Murakami (JPN)           | Jade Carey (USA)       | Claudia Fragapane (GBR)  |

### Hommes

#### Concours général individuel
| Rang               | Gymnaste             | Pays         | Sol    | Cheval d'arçon | Anneaux | Saut   | Barres parallèles | Barre fixe | Total       |
| ------------------ | -------------------- | ------------ | ------ | -------------- | ------- | ------ | ----------------- | ---------- | ----------- |
| Médaille d'or      | Xiao Ruoteng         | Chine        | 14.433 | 14.800         | 13.800  | 14.900 | 14.600            | 14.400     | 86.933      |
| Médaille d'argent  | Lin Chaopan          | Chine        | 14.516 | 14.266         | 13.666  | 14.900 | 14.800            | 14.300     | 86.448      |
| Médaille de bronze | Kenzō Shirai         | Japon        | 15.766 | 13.233         | 13.766  | 15.233 | 14.666            | 13.033     | 86.431      |
| 4                  | David Belyavskiy     | Russie       | 14.066 | 14.900         | 14.100  | 14.783 | 14.266            | 13.200     | 86.315      |
| 5                  | Manrique Larduet     | Cuba         | 13.933 | 13.733         | 14.133  | 14.966 | 14.933            | 14.333     | 86.031      |
| 6                  | Nile Wilson          | Royaume-Uni  | 14.333 | 13.866         | 14.300  | 14.100 | 14.500            | 14.433     | 85.332      |
| 7                  | Yul Moldauer         | États-Unis   | 14.966 | 14.633         | 14.800  | 15.200 | 14.900            | 15.066     | 84.998      |
| 8                  | Oleh Vernyayev       | Ukraine      | 14.966 | 13.466         | 14.533  | 15.066 | 15.433            | 15.100     | 88.797      |
| 9                  | Ahmet Önder          | Turquie      | 14.766 | 14.800         | 14.666  | 14.600 | 15.108            | 14.466     | 88.230      |
| 10                 | Nikita Nagornyy      | Russie       | 14.200 | 14.566         | 14.400  | 14.266 | 15.600            | 15.233     | 88.198      |
| 11                 | Jossimar Calvo       | Colombie     | 15.133 | 14.633         | 14.000  | 14.733 | 15.100            | 14.100     | 88.031      |
| 12                 | Pablo Brägger        | Suisse       | 15.300 | 14.800         | 14.800  | 14.633 | 13.400            | 14.658     | 87.966      |
| 13                 | Artur Davtyan        | Arménie      | 15.300 | 13.666         | 14.683  | 14.133 | 15.233            | 14.566     | 87.799      |
| 14                 | Bae Ga-ram           | Corée du Sud | 14.466 | 15.333         | 13.800  | 14.433 | 14.933            | 14.433     | 87.164      |
| 15                 | Caio Souza           | Brésil       | 14.433 | 14.366         | 13.966  | 14.966 | 15.375            | 13.933     | 86.515      |
| 16                 | Mários Georgíou      | Chypre       | 14.466 | 14.166         | 14.633  | 14.333 | 14.333            | 14.333     | 85.998      |
| 17                 | Robert Tvorogal      | Lituanie     | 15.100 | 13.783         | 15.266  | 13.700 | 14.533            | 13.866     | 84.565      |
| 18                 | Philipp Herder       | Allemagne    | 14.000 | 14.433         | 13.933  | 14.400 | 15.133            | 13.333     | 84.339      |
| 19                 | Eddy Yusof           | Suisse       | 14.566 | 14.100         | 14.466  | 14.566 | 14.133            | 13.366     | 84.097      |
| 20                 | Ferhat Arican        | Turquie      | 14.366 | 15.666         | 13.700  | 14.166 | 13.266            | 13.466     | 83.831      |
| 21                 | Zachary Clay         | Canada       | 15.208 | 13.300         | 14.000  | 15.000 | 14.100            | 12.566     | 83.589      |
| 22                 | Tomas Kuzmickas      | Lituanie     | 14.733 | 13.466         | 12.866  | 14.443 | 14.166            | 13.633     | 83.297      |
| 23                 | Kevin Cerda          | Mexique      | 14.233 | 14.200         | 14.166  | 14.866 | 13.533            | 11.266     | 82.264      |
| 24                 | Joel Plata Rodríguez | Espagne      | 04.591 | 00.000         | 00.000  | 14.733 | 11.866            | 13.933     | 45.123(DNF) |

#### Sol
| Rang               | Gymnaste            | Pays         | Score D | Score E | Pén. | Total  |
| ------------------ | ------------------- | ------------ | ------- | ------- | ---- | ------ |
| Médaille d'or      | Kenzo Shirai        | Japon        | 7.200   | 8.433   |      | 15.633 |
| Médaille d'argent  | Artem Dolgopyat     | Israël       | 6.500   | 8.033   |      | 14.533 |
| Médaille de bronze | Yul Moldauer        | États-Unis   | 5.800   | 8.700   |      | 14.500 |
| 4                  | Bram Verhofstad     | Pays-Bas     | 6.100   | 8.233   |      | 14.333 |
| 5                  | Tomás González      | Chili        | 6.000   | 8.266   |      | 14.266 |
| 6                  | Donnell Whittenburg | États-Unis   | 6.400   | 7.766   |      | 14.166 |
| 7                  | Manrique Larduet    | Cuba         | 6.000   | 8.100   |      | 14.100 |
| 8                  | Kim Han-sol         | Corée du Sud | 6.400   | 7.700   |      | 14.100 |
| 9                  | Milad Karimi        | Kazakhstan   | 6.100   | 7.166   |      | 13.266 |

#### Cheval d'arçons
| Rang               | Gymnaste           | Pays        | Score D | Score E | Pén. | Total  |
| ------------------ | ------------------ | ----------- | ------- | ------- | ---- | ------ |
| Médaille d'or      | Max Whitlock       | Royaume-Uni | 6.900   | 8.541   |      | 15.441 |
| Médaille d'argent  | David Belyavskiy   | Russie      | 6.400   | 8.700   |      | 15.100 |
| Médaille de bronze | Xiao Ruoteng       | Chine       | 6.400   | 8.666   |      | 15.066 |
| 4                  | Alexander Naddour  | États-Unis  | 6.300   | 8.450   |      | 14.750 |
| 5                  | Harutyun Merdinyan | Arménie     | 6.200   | 8.500   |      | 14.700 |
| 6                  | Weng Hao           | Chine       | 6.000   | 8.500   |      | 14.500 |
| 7                  | Oleh Vernyayev     | Ukraine     | 6.400   | 7.300   |      | 13.700 |
| 8                  | Saso Bertoncelj    | Slovénie    | 6.000   | 6.966   |      | 12.966 |

#### Anneaux
| Rang               | Gymnaste               | Pays        | Score D | Score E | Pén. | Total  |
| ------------------ | ---------------------- | ----------- | ------- | ------- | ---- | ------ |
| Médaille d'or      | Elefthérios Petroúnias | Grèce       | 6.300   | 9.133   |      | 15.433 |
| Médaille d'argent  | Denis Ablyazin         | Russie      | 6.300   | 9.033   |      | 15.333 |
| Médaille de bronze | Liu Yang               | Chine       | 6.300   | 8.966   |      | 15.266 |
| 4                  | Samir Aït Saïd         | France      | 6.200   | 9.058   |      | 15.258 |
| 5                  | Ibrahim Colak          | Turquie     | 6.200   | 8.866   |      | 15.066 |
| 6                  | Ihor Radivilov         | Ukraine     | 6.300   | 8.633   |      | 14.933 |
| 7                  | Arthur Zanetti         | Brésil      | 6.200   | 8.700   |      | 14.900 |
| 8                  | Courtney Tulloch       | Royaume-Uni | 6.400   | 8.133   |      | 14.533 |

#### Saut de cheval
| Rang               | Gymnaste          | Pays         | Saut 1  | Saut 1  | Saut 1 | Saut 1  | Saut 2  | Saut 2  | Saut 2 | Saut 2  | Total  |
| Rang               | Gymnaste          | Pays         | Score D | Score E | Pén.   | Score 1 | Score D | Score E | Pén.   | Score 2 | Total  |
| ------------------ | ----------------- | ------------ | ------- | ------- | ------ | ------- | ------- | ------- | ------ | ------- | ------ |
| Médaille d'or      | Kenzo Shirai      | Japon        | 5.600   | 9.600   |        | 15.200  | 5.200   | 9.400   |        | 14.600  | 14.900 |
| Médaille d'argent  | Ihor Radivilov    | Ukraine      | 5.600   | 9.433   |        | 15.033  | 5.600   | 9.166   |        | 14.766  | 14.899 |
| Médaille de bronze | Kim Han-sol       | Corée du Sud | 5.600   | 9.366   |        | 14.966  | 5.200   | 9.366   |        | 14.566  | 14.766 |
| 4                  | Marian Dragulescu | Roumanie     | 5.600   | 9.100   |        | 14.700  | 5.400   | 9.333   |        | 14.733  | 14.716 |
| 5                  | Jorge Vega Lopez  | Guatemala    | 5.600   | 9.200   | -0.1   | 14.700  | 5.200   | 9.508   |        | 14.708  | 14.704 |
| 6                  | Asato Keisuke     | Japon        | 6.000   | 8.866   | -0.1   | 14.766  | 5.600   | 8.333   |        | 13.933  | 14.349 |
| 7                  | Zachari Hrimèche  | France       | 5.600   | 8.166   | -0.2   | 13.566  | 5.600   | 9.000   |        | 14.600  | 14.083 |
| 8                  | Kim Hansol        | Russie       | 5.600   | 8.900   | -0.3   | 14.200  | 5.600   | 8.133   |        | 13.733  | 13.966 |

#### Barres parallèles
| Rang               | Gymnaste         | Pays      | Score D | Score E | Pén. | Total  |
| ------------------ | ---------------- | --------- | ------- | ------- | ---- | ------ |
| Médaille d'or      | Zou Jingyuan     | Chine     | 6.800   | 9.100   |      | 15.900 |
| Médaille d'argent  | Oleh Vernyayev   | Ukraine   | 6.700   | 9.133   |      | 15.833 |
| Médaille de bronze | David Belyavskiy | Russie    | 6.400   | 8.866   |      | 15.266 |
| 4                  | Manrique Larduet | Cuba      | 6.400   | 8.766   |      | 15.166 |
| 5                  | Lin Chaopan      | Chine     | 6.400   | 8.733   |      | 15.133 |
| 6                  | Pablo Brägger    | Suisse    | 6.400   | 8.333   |      | 14.733 |
| 7                  | Marcel Nguyen    | Allemagne | 6.200   | 8.500   |      | 14.700 |
| 8                  | Ferhat Arican    | Turquie   | 6.300   | 7.800   |      | 14.100 |

#### Barre fixe
| Rang               | Gymnaste         | Pays     | Score D | Score E | Pén. | Total  |
| ------------------ | ---------------- | -------- | ------- | ------- | ---- | ------ |
| Médaille d'or      | Tin Srbić        | Croatie  | 6.400   | 8.033   |      | 14.433 |
| Médaille d'argent  | Epke Zonderland  | Pays-Bas | 6.500   | 7.733   |      | 14.233 |
| Médaille de bronze | Bart Deurloo     | Pays-Bas | 6.200   | 8.000   |      | 14.200 |
| 4                  | Pablo Brägger    | Suisse   | 6.500   | 7.233   |      | 13.733 |
| 5                  | Miyachi Hidetaka | Japon    | 6.700   | 7.033   |      | 13.733 |
| 6                  | David Belyavskiy | Russie   | 5.400   | 8.133   |      | 13.533 |
| 7                  | Randy Leru       | Cuba     | 6.000   | 7.100   |      | 13.100 |
| 8                  | Oliver Hegi      | Suisse   | 5.800   | 6.933   |      | 12.733 |

### Femmes

#### Concours général individuel
| Rang               | Gymnaste                    | Pays         | Saut   | Barres asymétriques | Poutre | Sol    | Total  |
| ------------------ | --------------------------- | ------------ | ------ | ------------------- | ------ | ------ | ------ |
| Médaille d'or      | Morgan Hurd                 | États-Unis   | 14.533 | 14.300              | 12.666 | 13.733 | 55.232 |
| Médaille d'argent  | Ellie Black                 | Canada       | 14.600 | 14.233              | 12.866 | 13.433 | 55.132 |
| Médaille de bronze | Elena Eremina               | Russie       | 13.833 | 14.200              | 13.133 | 13.600 | 54.799 |
| 4                  | Mai Murakami                | Japon        | 14.666 | 13.800              | 12.000 | 14.233 | 54.699 |
| 5                  | Mélanie de Jesus dos Santos | France       | 14.466 | 14.000              | 12.433 | 13.233 | 54.132 |
| 6                  | Aiko Sugihara               | Japon        | 14.033 | 13.533              | 12.566 | 13.833 | 53.965 |
| 7                  | Giulia Steingruber          | Suisse       | 14.700 | 12.933              | 12.400 | 13.633 | 53.666 |
| 8                  | Nina Derwael                | Belgique     | 13.533 | 14.966              | 11.633 | 13.366 | 53.498 |
| 9                  | Elisabeth Seitz             | Allemagne    | 13.700 | 14.566              | 12.433 | 12.766 | 53.465 |
| 10                 | Tabea Alt                   | Allemagne    | 13.866 | 13.600              | 13.300 | 12.633 | 53.399 |
| 11                 | Rune Hermans                | Belgique     | 13.300 | 13.900              | 12.033 | 13.066 | 52.299 |
| 12                 | Lara Mori                   | Italie       | 13.433 | 13.466              | 12.266 | 13.000 | 52.165 |
| 13                 | Georgia Godwin              | Australie    | 13.266 | 13.500              | 12.366 | 12.900 | 52.032 |
| 14                 | Diana Varinska              | Ukraine      | 13.433 | 14.500              | 11.366 | 12.700 | 51.999 |
| 15                 | Brooklyn Moors              | Canada       | 12.966 | 13.200              | 12.266 | 13.533 | 51.965 |
| 16                 | Angelina Melnikova          | Russie       | 13.733 | 13.775              | 12.433 | 11.400 | 51.341 |
| 17                 | Amy Tinkler                 | Royaume-Uni  | 14.400 | 11.000              | 12.166 | 13.333 | 50.899 |
| 18                 | Ana Filipa Martins          | Portugal     | 13.166 | 13.533              | 12.233 | 11.933 | 50.865 |
| 19                 | Wang Yan                    | Chine        | 14.233 | 13.366              | 10.200 | 12.633 | 50.432 |
| 20                 | Ana Pérez Campos            | Espagne      | 12.833 | 13.733              | 10.100 | 12.600 | 49.266 |
| 21                 | Marine Boyer                | France       | 13.766 | 12.066              | 10.566 | 12.833 | 49.231 |
| 22                 | Lee Eun-ju                  | Corée du Sud | 13.233 | 13.200              | 11.500 | 11.266 | 49.199 |
| 23                 | Ioana Crișan                | Roumanie     | 13.566 | 10.766              | 11.600 | 13.033 | 48.965 |
| 24                 | Thais Fidelis               | Brésil       | 13.533 | 11.066              | 10.600 | 13.566 | 48.765 |

#### Barres asymétriques
| Rang               | Gymnaste             | Pays       | Score D | Score E | Pén. | Total  |
| ------------------ | -------------------- | ---------- | ------- | ------- | ---- | ------ |
| Médaille d'or      | Fan Yilin            | Chine      | 6.500   | 8.666   |      | 15.166 |
| Médaille d'argent  | Elena Eremina        | Russie     | 6.300   | 8.800   |      | 15.100 |
| Médaille de bronze | Nina Derwael         | Belgique   | 6.300   | 8.733   |      | 15.033 |
| 4                  | Anastasiia Iliankova | Russie     | 6.200   | 8.700   |      | 14.900 |
| 5                  | Elisabeth Seitz      | Allemagne  | 6.100   | 8.666   |      | 14.766 |
| 6                  | Diana Varinska       | Ukraine    | 6.000   | 8.583   |      | 14.583 |
| 7                  | Luo Huan             | Chine      | 6.200   | 8.366   |      | 14.566 |
| 8                  | Ashton Locklear      | États-Unis | 5.400   | 7.366   |      | 12.766 |

#### Poutre
| Rang               | Gymnaste        | Pays       | Score D | Score E | Pén. | Total  |
| ------------------ | --------------- | ---------- | ------- | ------- | ---- | ------ |
| Médaille d'or      | Pauline Schäfer | Allemagne  | 5.500   | 8.033   |      | 13.533 |
| Médaille d'argent  | Morgan Hurd     | États-Unis | 5.700   | 7.800   | -0.1 | 13.400 |
| Médaille de bronze | Tabea Alt       | Allemagne  | 5.700   | 7.600   |      | 13.300 |
| 4                  | Mai Murakami    | Japon      | 5.400   | 7.666   |      | 13.066 |
| 5                  | Elena Eremina   | Russie     | 5.400   | 7.566   |      | 12.966 |
| 6                  | Asuka Teramoto  | Japon      | 5.600   | 7.366   |      | 12.966 |
| 7                  | Liu Tingting    | Chine      | 5.500   | 7.366   | -0.1 | 12.766 |
| 8                  | Ellie Black     | Canada     | 5.700   | 6.700   |      | 12.400 |

#### Sol
| Rang               | Gymnaste          | Pays        | Score D | Score E | Pén. | Total  |
| ------------------ | ----------------- | ----------- | ------- | ------- | ---- | ------ |
| Médaille d'or      | Mai Murakami      | Japon       | 5.900   | 8.333   |      | 14.233 |
| Médaille d'argent  | Jade Carey        | États-Unis  | 5.700   | 8.500   |      | 14.200 |
| Médaille de bronze | Claudia Fragapane | Royaume-Uni | 5.600   | 8.333   |      | 13.933 |
| 4                  | Thais Santos      | Brésil      | 5.500   | 8.166   |      | 13.666 |
| 5                  | Brooklyn Moors    | Canada      | 5.200   | 8.450   |      | 13.650 |
| 6                  | Lara Mori         | Italie      | 5.400   | 7.866   |      | 13.266 |
| 7                  | Ellie Black       | Canada      | 5.300   | 7.900   | -0.3 | 12.900 |
| 8                  | Vanessa Ferrari   | Italie      | 2.000   | 8.233   | -6.3 | 3.933  |

#### Saut de cheval
| Rang               | Gymnaste           | Pays        | Saut 1  | Saut 1  | Saut 1 | Saut 1  | Saut 2  | Saut 2  | Saut 2 | Saut 2  | Total  |
| Rang               | Gymnaste           | Pays        | Score D | Score E | Pén.   | Score 1 | Score D | Score E | Pén.   | Score 2 | Total  |
| ------------------ | ------------------ | ----------- | ------- | ------- | ------ | ------- | ------- | ------- | ------ | ------- | ------ |
| Médaille d'or      | Paseka Maria       | Russie      | 6.000   | 8.700   |        | 14.700  | 5.800   | 9.200   |        | 15.000  | 14.850 |
| Médaille d'argent  | Jade Carey         | États-Unis  | 5.800   | 9.000   |        | 14.800  | 5.600   | 9.133   |        | 14.733  | 14.766 |
| Médaille de bronze | Giulia Steingruber | Suisse      | 5.800   | 8.933   | -0.1   | 14.633  | 5.400   | 8.900   |        | 14.300  | 14.466 |
| 4                  | Ellie Black        | Canada      | 5.400   | 9.166   |        | 14.566  | 5.200   | 9.066   |        | 14.266  | 14.416 |
| 5                  | Oksana Chusovitina | Ouzbékistan | 5.400   | 9.033   |        | 14.433  | 5.200   | 9.100   |        | 14.300  | 14.366 |
| 6                  | Wang Yan           | Chine       | 5.600   | 8.900   |        | 14.500  | 5.800   | 8.500   | -0.1   | 14.200  | 14.350 |
| 7                  | Shallon Olsen      | Canada      | 5.800   | 7.833   | -0.1   | 13.533  | 6.000   | 8.933   |        | 14.933  | 14.233 |
| 8                  | Sae Miyakawa       | Japon       | 5.800   | 8.700   |        | 14.500  | 5.400   | 7.700   |        | 13.100  | 13.800 |